# Portage la Prairie Southport Airport
Portage la Prairie Southport Airport är en flygplats i Kanada.   Den ligger i provinsen Manitoba, i den sydöstra delen av landet, 1 800 km väster om huvudstaden Ottawa. Portage la Prairie Southport Airport ligger 269 meter över havet.
Terrängen runt Portage la Prairie Southport Airport är platt. Närmaste större samhälle är Portage la Prairie, 7,9 km norr om Portage la Prairie Southport Airport.
Omgivningarna runt Portage la Prairie Southport Airport är en mosaik av jordbruksmark och naturlig växtlighet. Runt Portage la Prairie Southport Airport är det mycket glesbefolkat, med 3 invånare per kvadratkilometer.